# Здание Грозненского нефтяного научно-исследовательского института

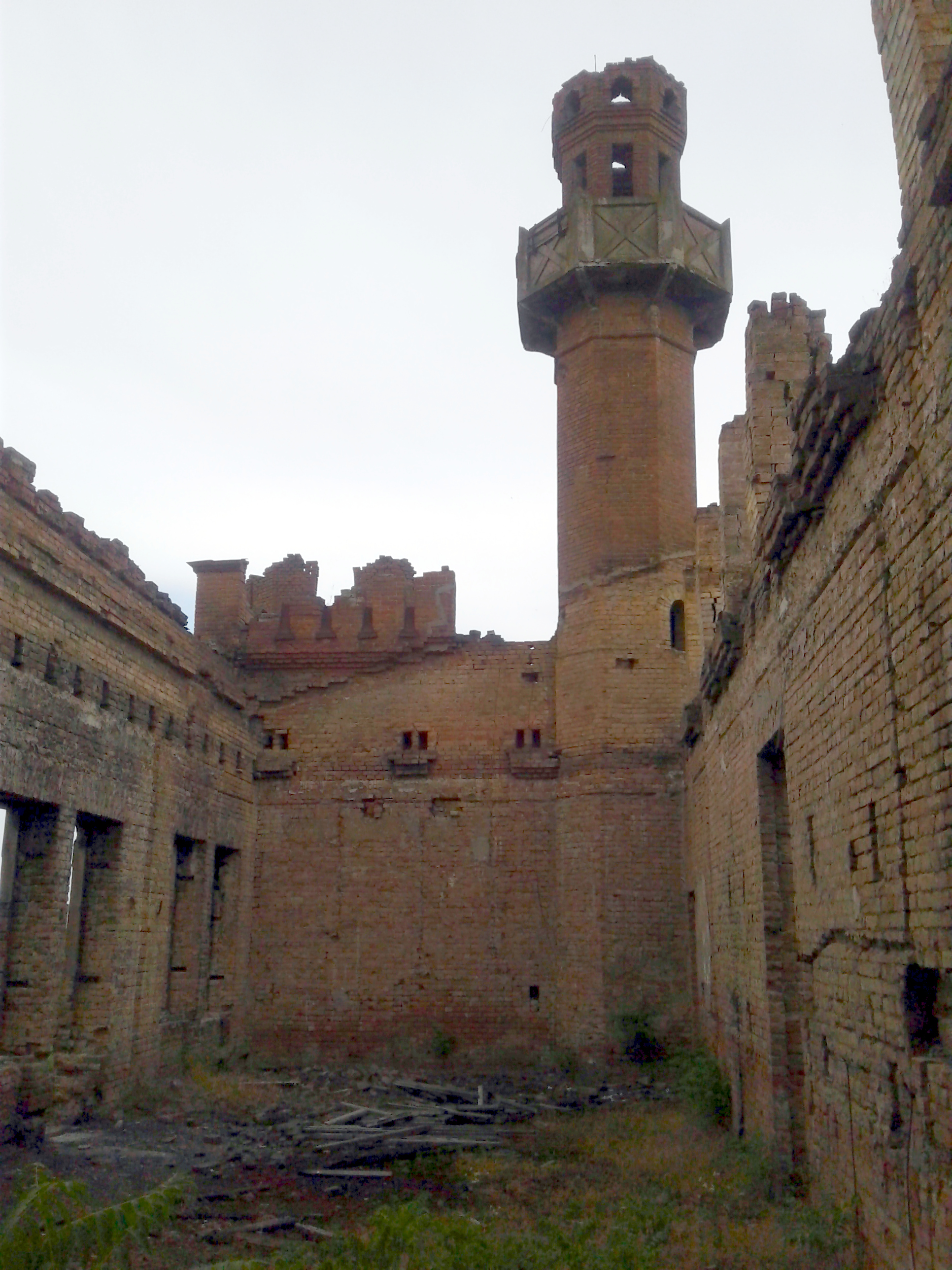
Пожарная каланча на здании института.

Здание Грозненского нефтяного научно-исследовательского института («Английский замок») построено в Заводском районе города Грозный в 1920-е годы. Заказчиком выступила английская нефтяная компания «Shell», которая имела в Грозном большое представительство. Здание построено в романском архитектурном стиле с элементами готики.

## История
С установлением Советской власти в России имущество предприятия национализировали в пользу государства на основании декрета Совнаркома «О национализации нефтяной промышленности» от 20 (7) июня 1918 года. Однако в период нэпа для восстановления индустрии после гражданской войны большевиками в страну вновь были привлечены иностранные компании. Одной из таких компаний являлась английская «Royal Dutch Shell», которая ещё в дореволюционный период вела масштабную добычу нефти в Грозном. Однако возведением здания, по данным местных краеведов, занималась американская строительная компания «Foster Wheeler». Она построила в Грозном ещё несколько зданий: здание бывшей паровой электростанции на заводе «Трансмаш», два цеха по выработке керосина, «Барский дом» на проспекте Путина в центре Грозного и «английский за́мок» — здание главной лаборатории Грознефти, которая послужила базой для создания института.
11 августа 1924 года впервые в СССР в Грозном на газолиновом заводе № 5 в промышленных масштабах из нефтяного газа был получен бензин. Ранее на этой территории (в Заводском районе) был толуоловый завод Нобелей построенный в 1914 году, который был реконструирован инженером И. Н. Аккерманом для производства газового бензина. В настоящее время на территории этого завода располагается здание института ГрозНИИ.

## Описание
Грозненский нефтяной научно-исследовательский институт находился на улице Братьев Дубининых в трёхэтажном строении с зубчатыми стенами, украшенном башенкой-минаретом. Здание отличается от массовой советской застройки: арочные закруглённые проёмы, колонны, большие окна.
В архитектуре здания имеются элементы средневековья, нечто среднее между романским стилем и готической архитектурой. Зубчатые массивные стены и внешний вид здания ближе к романскому стилю архитектуры, конические своды арок, проёмов дверей и окон — элементы готики. Очевидно, назначение здания внесло определённые коррективы и в стиль архитектуры.
Элемент, похожий на минарет, был добавлен специально — он выполнял роль пожарной каланчи: на прилегающей территории располагались пожароопасные объекты. Здание было самым высоким в Грозном на тот момент и на нём был постоянный пожарный пост, на котором дежурный смотрел за всем городом. Институт начал работать в этом здании в 1928 году. Собственно лаборатория была в цокольном этаже, а кабинеты сотрудников были на первом и втором этажах.
Во всех помещениях в стенах в потолочной части предусмотрен выход в вентиляционные воздуховоды, которые выводились в центральную вытяжную шахту, выполненной в виде шпиля. Центральная шахта выполняла роль вытяжной трубы, связанной со всеми помещениями и обеспечивала естественную вытяжную вентиляцию помещений даже при отсутствии принудительной вентиляции, что очень важно для химических лабораторий. Крыша здания была лёгкая, вся из деревянных конструкций (сосновых брёвен), связанных без металла, без единого гвоздя. В здании были высокие двухстворчатые окна, двухстворчатые двери, выполненные из дуба, а также дубовый паркет во всех помещениях.
ГрозНИИ являлся одним из самых первых институтов нефтеперерабатывающей отрасли в мире и первым нефтяным отраслевым институтом в СССР.
Здание сильно пострадало во время первой и второй чеченских войн. По состоянию на июнь 2020 года находится в аварийном состоянии.
В июне 2023 года появилась информация о планах реставрации здания.